# エンブ語
エンブ語（エンブご、エンブ語: Kîembu、英: Embu language）は、バントゥー語群に属する言語である。ケニアの東部州 エンブ県に居住するエンブ族の人々により話されている言語である。別称としてKiembu。

## 方言
- Embu
- Mbeere (Mbere, Kimbeere)